# 三葛庄站
三葛庄站位于新疆维吾尔自治区乌鲁木齐县三葛庄村，是兰新铁路的一座火车站，等级为四等站，距兰州站1859公里，距乌鲁木齐站33公里，本站及相邻上下行区间均为电气化区段。本站办理客货运业务。邮政编码为830076。